# 9373 Hamra
A 9373 Hamra (ideiglenes jelöléssel 1993 FY43) a Naprendszer kisbolygóövében található aszteroida. Az UESAC program keretében fedezték fel 1993. március 19-én.